# Nyári Károly
Nyári Károly (Győr, 1962. június 29. –) magyar jazz-zongorista, énekes, dalszerző, előadóművész. Magyarországon kívül Európa számos koncerttermében lépett már fel. Kiemelt koncertje a karácsonykor megrendezésre kerülő, már hagyománnyá vált Budapesti Karácsonyi Koncert. Lányai, Nyári Aliz és Nyári Edit szintén a zenei pályát választották és hazánkban egyedülálló módon, duóban lépnek fel Nyári lányok néven. Fia, Nyári Károly klasszikus zongora tanulmányokat folytat a Liszt Ferenc Zeneművészeti Egyetemen. A művész 2005-ben alapította saját kamarazenekarát, amely 2016-tól Budapesti Jazz Szimfonikus Zenekar néven folytatja tevékenységét.

## Életrajz - korai évek
A győri Liszt Ferenc Zeneiskolában kezdte klasszikus zongora tanulmányait. Tizenhárom éves korában országos zongoraversenyt nyert. Középiskolába a győri Zeneművészeti Szakközépiskola klasszikus zongora szakára járt, de ekkor már egyre inkább kezdett érdeklődni a jazz iránt.
Előadóművészi és zongoratanári diplomáját a budapesti Bartók Béla Zeneművészeti Konzervatórium jazz-zongora tanszakán szerezte meg Gonda János növendékeként.
1986-tól szólókarrierjét Hollandiában kezdte.
Fellépései alkalmával számos világsztárral játszott együtt, úgy mint Chaka Khan, Gloria Estefan, Mariah Carey, Phil Collins, Michael Jackson, Elton John, Luciano Pavarotti vagy Frank Sinatra, aki egy közös fellépésük után saját mikrofonját adta ajándékba a művésznek.[forrás?] Televízió- és rádióműsorok sztárjaként szerepelt. Sikereinek köszönhetően megkapta a holland állampolgárságot.
Magyarországon több albuma jelent meg, valamint rádió és televízió show-műsorok rendszeres szereplője.
Első lemeze "Én voltam boldogabb” címmel 1998-ban jelent meg. A jazz-es hangvételű válogatás jó kritikát kapott és aratott sikert szakmai körökben is. A lemezen 35 kiváló muzsikusból alakult big-band zenekar működött közre.

## 2000-től napjainkig
Pályájának meghatározó állomásaként 2002-ben megkapta a kiváló zenei tehetségért járó Lyra-díjat, majd 2004-ben elkészítette második albumát "Földi Csillagok” címmel az RTL Zeneklub kiadásában.
2005-ben alapította meg saját kamarazenekarát. Még ebben az évben december 27-én az Uránia Nemzeti Filmszínház Dísztermében "A Nők Gyűrűjében" címmel teltházas karácsonyi koncerttel lepte meg az igényes közönséget kamarazenekari kísérettel.
"A Zongorista” című koncert show alkalmával 2007. december 27-én saját varázslatos világába kalauzolta a közönségét a Budapest Jazz Orchestra és saját kamarazenekara közreműködésével a Thália Színházban, ahol egy évvel később, szintén a Budapest Jazz Orchestra és kamarazenekara kíséretében “Slágerek a Múltból” címmel tartotta meg, a már hagyománnyá vált, telt házas karácsonyi koncertjét.
Az ország legnagyobb koncerttermében a Művészetek Palotája Bartók Béla Nemzeti Hangversenyteremben került megrendezésre "My Way" című Sinatra koncertje 2009. április 21-én, amelyet a Jazzy Rádió élőben, megszakítás nélkül közvetített. A koncerten kamarazenekara, a Budapest Jazz Orchestra és a Nemzeti Filharmonikusok vonósai működtek közre.
2010. szeptember 22-én "Love Story” című szimfonikus koncertet adott a Művészetek Palotája Bartók Béla Nemzeti Hangversenyteremben. A szimfonikus nagykoncerten a magyar könnyűzene legendáinak slágerei mellett filmzenék és a legkedveltebb saját dalai hangzottak el a MÁV Szimfonikus Zenekar és Nyári Károly kamarazenekara kíséretével.

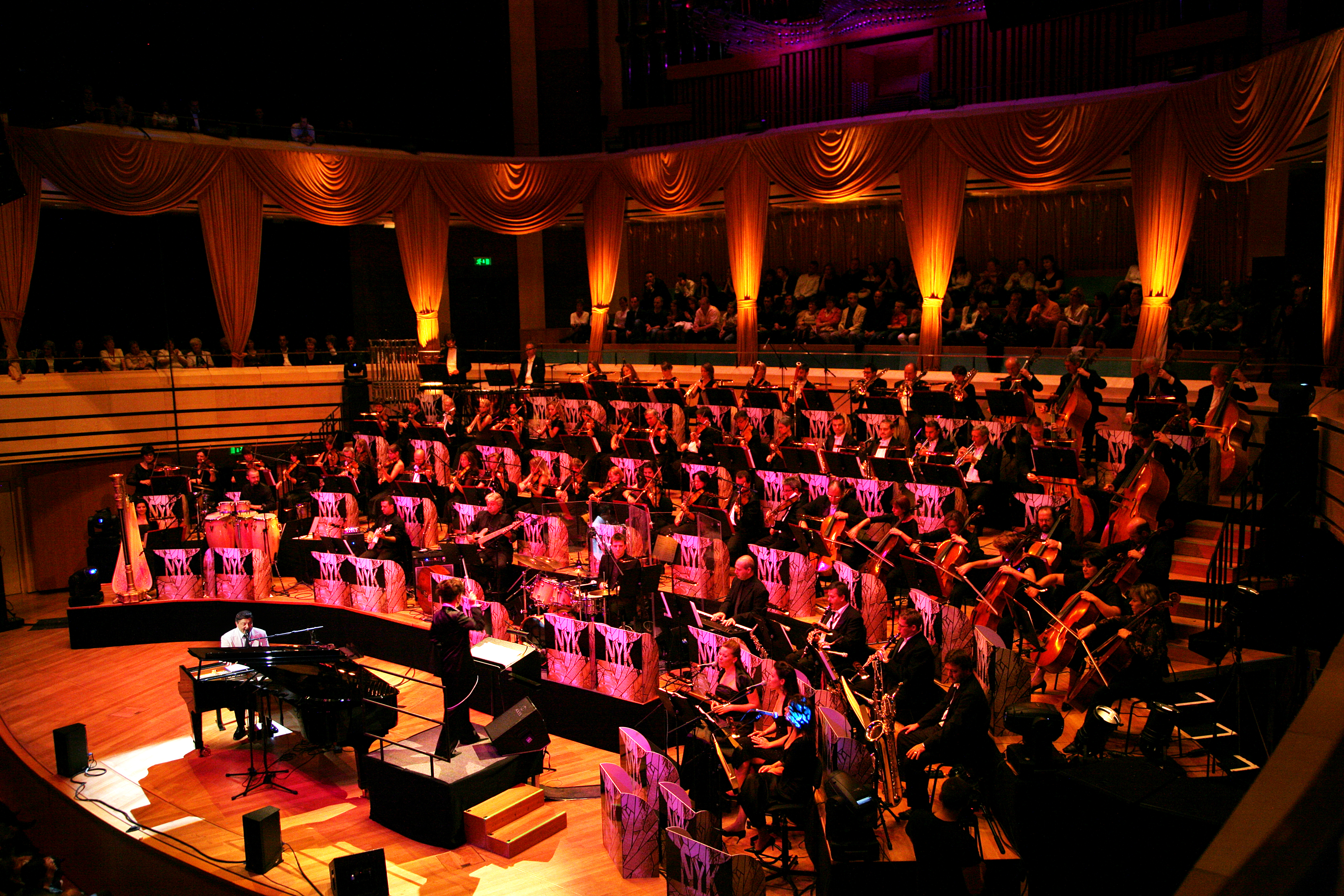
"Love Story" koncert a Müpában - 2010

Ugyanebben az évben november 30-án megjelent a művész harmadik albuma "Love Story" címmel. Az album különlegessége, hogy a dalok évtizedekkel születésük után eredeti szimfonikus zenekari kísérettel kerültek felvételre. Az album megjelenését követően, lemezbemutató koncertturné alkalmával vidéki nagyvárosok kiemelt színház és koncerttermeiben lépett fel.
Az Európai Unió Tanácsának soros elnöksége felkérésére adott koncertet a Szépművészeti Múzeumban 2011. március 31-én, ahol művészetével méltó módon képviselte a magyar kultúrát kamarazenekara kíséretével.
Augusztus 21-én a Párizsi Garnier Operában kápráztatta el a közönséget a Nemzetközi Judo Szövetség fennállásának 60. évfordulójára megrendezett Gálaest alkalmával. A meghívottak között ott volt a francia köztársasági elnök Nicolas Sarkozy és Vlagyimir Putyin orosz elnök is.
A Tisztelet Társasága 2012. január 31-én Tisztelet-díjat adományozott kiemelkedő munkája elismeréseként a művésznek.
A Londoni Olimpián hazánkat képviselte művészetével és 2012. augusztus 3-án fellépett a Nemzetközi Judo Szövetség meghívására. December 27-én "White Christmas" című karácsonyi koncertje került bemutatásra a New York-palota báltermében a Budapest Jazz Orchestra és kamarazenekara kíséretével.

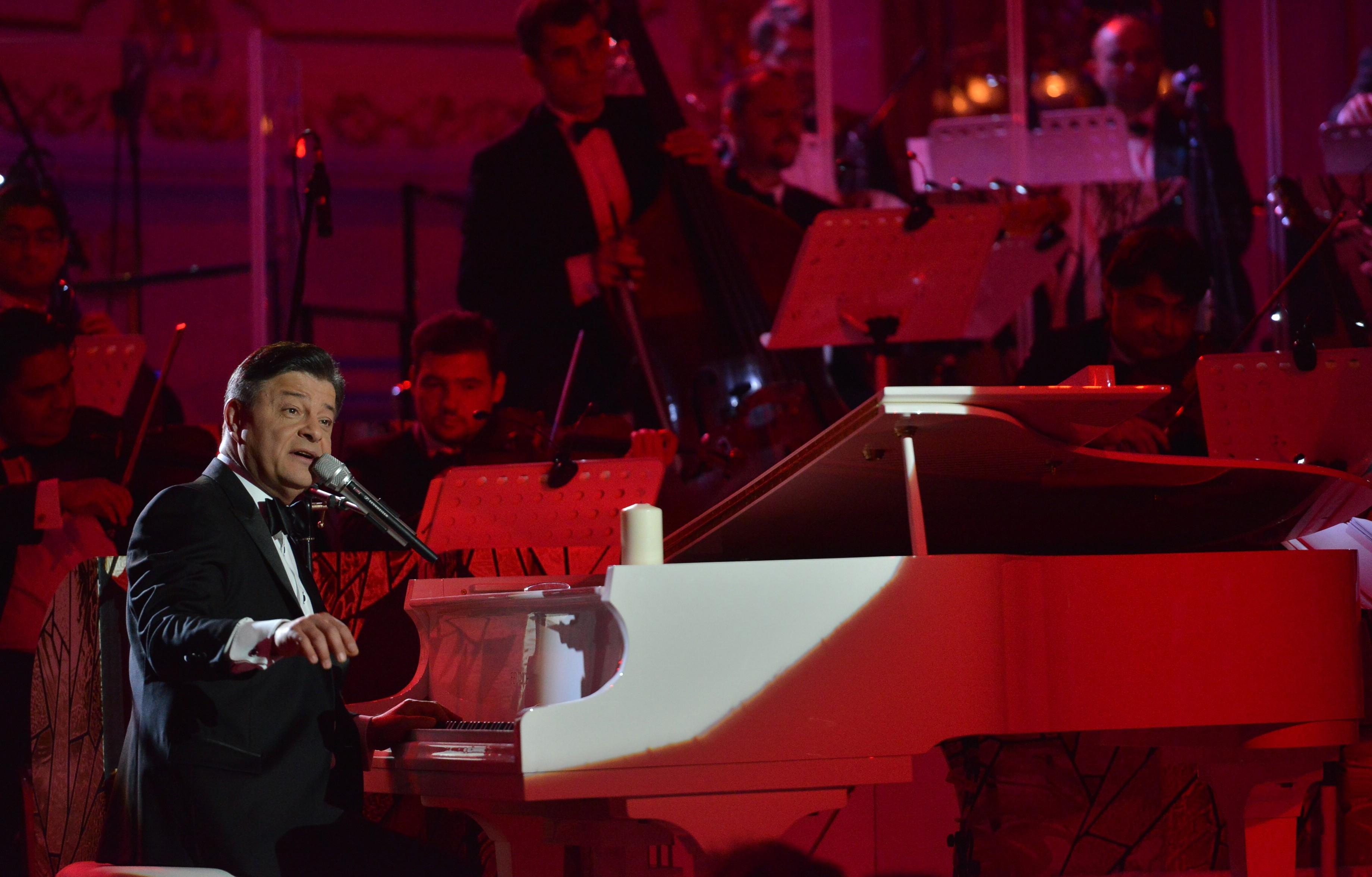
"Karácsony a Royalban" koncert - 2013

2013. február 14-én a Győri Filharmonikus Zenekarral szülővárosában, Győrben a Richter teremben adott szimfonikus koncertet. December 27-én és 28-án "Karácsony a Royalban" címmel dupla telt házas karácsonyi koncertjét hallhatta a közönség a Budapest Jazz Orchestra és kamarazenekara közreműködésével az ország legimpozánsabb báltermében.
"Love Story" címmel szimfonikus koncertje került bemutatásra a Miskolci Művészetek Házában a Miskolci Szimfonikus Zenekar és saját zenekara közreműködésével 2014. április 4-én. Augusztus 8-án a MoM Kulturális Központban a Hello Budapest Fesztivál keretében koncertje került bemutatásra. Az év végén december 27-én és 28-án "Karácsonyi koncert" címmel dupla telt házas hagyományos karácsonyi koncerttel lepte meg a közönségeset a Magyar Virtuózok és kamarazenekara közreműködésével a Corinthia Hotel báltermében.
Egy évvel később 2015. december 27-én és 28-án „Ünnepi Szimfonikus koncert” címmel dupla telt házas karácsonyi koncertet adott a Budapest Jazz Orchestra és a Budapesti Primarius Szimfonikus Zenekar és saját zenekara közreműködésével az Erkel Színházban. A koncerten fellépett két lánya, Aliz és Edit, továbbá Szulák Andrea és Malek Andrea.
2016. április 4-én a Művészetek Palotája Bartók Béla Nemzeti Hangversenyteremben pályája 30. évfordulójának alkalmából "Úgy szeretlek téged" címmel jubileumi koncerttel készül. A koncerten a magyar könnyűzene legnagyobb slágerei mellett, filmzenék és a legkedveltebb, legszebb saját dalai voltak hallhatóak szimfonikus kamarazenekari kísérettel.
A művész pályafutásának jubileuma alkalmából "Best of Nyári Károly" címmel CD lemezt jelentetett meg, melyen a pályafutását meghatározó legszebb dalok válogatása hallható.
2016-tól jazz kamarazenekara Budapesti Jazz Szimfonikus Zenekar néven folytatja a közreműködést a művész koncertjein.
2016. december 9-én Győrben a Molnár Vid Bertalan Művelődési Központban került bemutatásra telt házas "White Christmas" című adventi koncertje, kibővített kamarazenekara a Budapesti Jazz Szimfonikus Zenekar kíséretében.
Karácsonyi koncertjét 2016-tól "Budapesti Karácsonyi Koncert" címmel mutassa be. 2016. december 26-án a Budapest Kongresszusi Központ adott otthont dupla telt házas karácsonyi koncertjének, melyen a Budapesti Jazz Szimfonikus Zenekar közreműködött, Malek Andrea, Nyári Aliz és Nyári Edit vendégfellépésével.
2017-ben 14. alkalommal került megrendezésre Győrben a Médiabál, amely hazánk egyik kiemelt és rangos társasági eseménye. A művész felkérést kapott a 2017. január 14-én megrendezésre került Médiabálon való fellépésre a Győri Filharmonikus Zenekar közreműködésével. Lányai, Aliz és Edit az esten 12 fős tánczenekari kísérettel léptek fel.
2017. március 15-én átvehette a Győr Díszpolgára kitüntető címet a Városháza Dísztermében. Győr város hírnevét öregbítő országos és nemzetközi szinten elért több évtizedes, magas színvonalú, kiemelkedően sokrétű zongoraművészi és előadóművészi tevékenysége elismeréseként adományozta szülővárosa a művésznek ezt a megtisztelő címet, melyet Borkai Zsolt polgármester úr nyújtott át az ünnepi díszközgyűlésen.
2017. július 7-én teltházas koncertet mutatott be a művész "Nyári Károly Koncert az Operában" címmel a Magyar Állami Operaházban. Az esten műfaji határokat átlépve a klasszikus és a jazz zenén keresztül, olyan zeneszerzők műveiből csendült fel válogatás, mint Gershwin, Legrand, Morricone egyedülálló feldolgozásban. A meghívott sztárfellépők Tokody Ilona, világhírű Kossuth- és Liszt-díjas szoprán énekesnő, Nyári Aliz és Nyári Edit énekesnők voltak. A közreműködő Budapesti Jazz Szimfonikus Zenekart Kovács László vezényelte.
A Nemzetközi Judo Szövetség fennállásának 65. évfordulója alkalmából 2017. augusztus 27-én nagyszabású gálaest került megrendezésre a Magyar Állami Operaházban a részt vevő országok vezetői részére. Ebből az alkalomból Nyári Károly és lányai felkérést kaptak az esten történő fellépésre.
2018 szeptemberében jelent meg Koncert az Operában című DVD-je. A 2017. július 7-én a Magyar Állami Operaházban megrendezésre került teltházas koncerten műfaji határokat átlépve, a klasszikus és a jazz zene legjobbjainak műveiből álló válogatást mutatott be a közönségnek. Az este meghívott vendégfellépői Tokody Ilona világhírű Kossuth-díjas mesterművész, valamint Nyári Aliz és Nyári Edit énekesnők voltak. Közreműködött a Budapesti Jazz Szimfonikus Zenekar, Kovács László vezényletével.
2018. szeptember 15-én az Erkel Színházban egy koncert keretében mutatta be Egy nyáron át című nagylemezének zenei anyagát, mely a művész több mint harminc éves pályafutásának legkedvesebb műveit tartalmazza. A különleges hangszerelésű dalok a Charles Music Kamarazenekar és a Budapesti Jazz Szimfonikus Zenekar közreműködésével csendültek fel. A koncert meghívott vendégfellépői Nyári Aliz és Nyári Edit énekesnők voltak. Az elhangzó művek dramaturgiáját a lenyűgöző látványvilág tette még emlékezetesebbé, melyet Varró Zoltán álmodott meg az estre.
2018 novemberében a VOSZ Budapesti és Pest megyei Regionális Szervezetének Elnöksége és a PRIMA Primissima Alapítvány Kuratóriuma a Regionális PRIMA Díjat a Magyar zeneművészet kategóriában a művésznek ítélte.
2018-ban negyedik alkalommal kapott meghívást, hogy négy egymást követő napon december 5-8. között művészetével képviselje hazánkat az ankarai Magyar Nagykövetségen megrendezésre kerülő estek alkalmával. A különleges zenei programot Nyári Károly zenekara közreműködésével és lányai, Aliz és Edit vendégfellépésével mutatta be a meghívott vendégeknek.
2018. december 27-én telt ház előtt mutatta be immáron 13. alkalommal hagyományos Budapesti Karácsonyi Koncertjét, amely a Budapest Kongresszusi Központban került megrendezésre. Az est meghívott sztárvendégei Lukács Gyöngyi, Alexandru Agache, Nyári Aliz és Nyári Edit voltak. A különleges hangszerelésű dalok a Charles Music Kamarazenekar és a Budapesti Jazz Szimfonikus Zenekar közreműködésével csendültek fel.

## Díjai
- 2002. Lyra-díj
- 2012. Tisztelet-díj
- 2016. Kornay Mariann Művészeti - díj
- 2016. Szenes Iván Művészeti-díj
- 2017. Győr Díszpolgára
- 2018. Regionális PRIMA Díj Magyar zeneművészet kategóriában

## Jelentősebb koncertek
- 2005. december 27. A Nők Gyűrűjében koncert (helyszín: Uránia Nemzeti Filmszínház, közreműködők: Big-band zenekar)
- 2007. december 27. A Zongorista koncert show (helyszín: Thália Színház, közreműködők: Budapest Jazz Orchestra)
- 2008. december 28. Slágerek a múltból koncert show (helyszín: Thália Színház, közreműködők: Budapest Jazz Orchestra)
- 2009. április 21. My Way Sinatra koncert a Jazzy Rádió élő közvetítésében (helyszín: Művészetek Palotája Bartók Béla Nemzeti Hangversenyterem, közreműködők: Budapest Jazz Orchestra és a Nemzeti Filharmonikusok vonósai)
- 2010. szeptember 22. Love Story szimfonikus koncert (helyszín: Művészetek Palotája Bartók Béla Nemzeti Hangversenyterem, közreműködők: MÁV Szimfonikus Zenekar)
- 2011. augusztus 21. koncert (helyszín: Garnier Operaház, Párizs)
- 2012. augusztus 3. koncert a londoni olimpián (helyszín: Hotel Dorchester, London)
- 2012. december 27. White Christmas karácsonyi koncert (helyszín: New York-palota bálterme, közreműködők: Budapest Jazz Orchestra és a Jazz and More (JAM) kórus)
- 2013. február 14. Love Story szimfonikus koncert (helyszín: Győr Richter terem, közreműködők: Győri Filharmonikus Zenekar)
- 2013. december 27-28. Karácsony a Royalban (közreműködők: Budapest Jazz Orchestra)
- 2014. április 4. Love Story szimfonikus koncert (közreműködők: Miskolci Szimfonikus Zenekar, helyszín: Miskolci Művészetek Háza)
- 2014. augusztus 8. koncert a Hello Budapest Fesztivál keretében (helyszín: MoM Kulturális Központ)
- 2014. december 27-28. Karácsonyi koncert (közreműködők: Magyar Virtuózok Kamarazenekar, helyszín: Corinthia Hotel Royal Grand Bálterem)
- 2015. december 27-28. Ünnepi Szimfonikus koncert (közreműködők: Budapest Jazz Orchestra, Budapesti Primarius Szimfonikus Zenekar)
- 2016. április 4. Úgy Szeretlek Téged 30 éves Jubileumi koncert (közreműködők: Budapest Jazz Orchestra, Budapesti Primarius Szimfonikus Zenekar)(helyszín: Művészetek Palotája, Bartók Béla Nemzeti Hangversenyterem)
- 2016. december 9. White Christmas Karácsonyi Koncert (közreműködők: Budapesti Jazz Szimfonikus Zenekar, helyszín: Molnár Vid Bertalan Művelődési Központ, Győr)
- 2016. december 26. Budapesti Karácsonyi Koncert (közreműködők: Budapesti Jazz Szimfonikus Zenekar, helyszín: Budapest Kongresszusi Központ)
- 2017. július 7. Nyári Károly Koncert az Operában (közreműködők: Budapesti Jazz Szimfonikus Zenekar, helyszín: Magyar Állami Operaház)
- 2018. szeptember 15. Egy nyáron át lemezbemutató koncert (közreműködők: Budapesti Jazz Szimfonikus Zenekar, Charles Music Kamarazenekar helyszín: Erkel Színház)
- 2018. december 27. Budapesti Karácsonyi Koncert (közreműködők: Budapesti Jazz Szimfonikus Zenekar, Charles Music Kamarazenekar helyszín: Budapest Kongresszusi Központ)

## Lemezei
- Én voltam boldogabb (1998)
- Földi Csillagok (2004)
- Love Story (2010)
- Best of Nyári Károly (2016)

## DVD
- Úgy szeretlek téged Jubileumi Szimfonikus Koncert a MÜPÁBAN (2016)